# Randevillers
Randevillers és un municipi francès situat al departament del Doubs i a la regió de Borgonya - Franc Comtat. L'any 2007 tenia 101 habitants.

## Demografia

### Població
El 2007 la població de fet de Randevillers era de 101 persones. Hi havia 44 famílies de les quals 16 eren unipersonals (12 homes vivint sols i 4 dones vivint soles), 16 parelles sense fills, 8 parelles amb fills i 4 famílies monoparentals amb fills.
La població ha evolucionat segons el següent gràfic:
Habitants censats

### Habitatges
El 2007 hi havia 58 habitatges, 48 eren l'habitatge principal de la família, 4 eren segones residències i 6 estaven desocupats. 50 eren cases i 8 eren apartaments. Dels 48 habitatges principals, 40 estaven ocupats pels seus propietaris i 8 estaven llogats i ocupats pels llogaters; 6 tenien tres cambres, 11 en tenien quatre i 31 en tenien cinc o més. 41 habitatges disposaven pel capbaix d'una plaça de pàrquing. A 33 habitatges hi havia un automòbil i a 13 n'hi havia dos o més.

### Piràmide de població
La piràmide de població per edats i sexe el 2009 era:
| Homes | Edats   | Dones |
| ----- | ------- | ----- |
| 0     | 95 o +  | 0     |
| 0     | 90 a 94 | 0     |
| 0     | 85 a 89 | 0     |
| 4     | 80 a 84 | 0     |
| 4     | 75 a 79 | 8     |
| 4     | 70 a 74 | 8     |
| 8     | 65 a 69 | 4     |
| 4     | 60 a 64 | 0     |
| 4     | 55 a 59 | 0     |
| 8     | 50 a 54 | 4     |
| 0     | 45 a 49 | 4     |
| 8     | 40 a 44 | 8     |
| 4     | 35 a 39 | 0     |
| 0     | 30 a 34 | 0     |
| 0     | 25 a 29 | 0     |
| 0     | 20 a 24 | 8     |
| 12    | 15 a 19 | 0     |
| 4     | 10 a 14 | 4     |
| 0     | 5 a 9   | 0     |
| 0     | 0 a 4   | 0     |

## Economia
El 2007 la població en edat de treballar era de 52 persones, 38 eren actives i 14 eren inactives. De les 38 persones actives 36 estaven ocupades (21 homes i 15 dones) i 2 estaven aturades (1 home i 1 dona). De les 14 persones inactives 8 estaven jubilades, 2 estaven estudiant i 4 estaven classificades com a «altres inactius».
Activitats econòmiques
Dels 3 establiments que hi havia el 2007, 1 era d'una empresa de fabricació d'altres productes industrials i 2 d'empreses de construcció.
Dels 2 establiments de servei als particulars que hi havia el 2009, 1 era un paleta i 1 lampisteria.
L'any 2000 a Randevillers hi havia 5 explotacions agrícoles que ocupaven un total de 395 hectàrees.

## Poblacions més properes
El següent diagrama mostra les poblacions més properes.